# Минамото-но Ёсимицу
Минамото-но Ёсимицу (яп. 源 義光, 1045 — 25 ноября 1127 года), также известный как Синра Сабуро (яп. 新羅 三郎) — самурай из клана Минамото, сын Минамото-но Ёриёси, живший во времена периода Хэйан. Минамото-но Ёсимицу приписывают создание японского боевого искусства Дайто-рю Айки-дзюдзюцу.

## Биография
Минамото-но Ёсимицу родился в 1045 году в семье самурая Минамото-но Ёриёси. Его братом был знаменитый воин Минамото-но Ёсииэ. Именно Минамото-но Ёсимицу считают основателем Дайто-рю Айки-дзюдзюцу.
Согласно истории стиля Дайто-рю, Ёсимицу расчленял трупы убитых в бою и изучал их с целью поиска жизненно важных точек на теле человека (атэми) и составления болевых приёмов. Название школы происходит от особняка, носящего название «Дайто» и расположенного в провинции Оми (современная префектура Сига), где Ёсимицу проживал, будучи ребёнком.
За свои военные заслуги Ёсимицу получил земли в провинциях Муцу и Хитати, после чего он перебрался на проживание в деревню Сатакэ. Земли этой деревни он оставил своему сыну, Сатакэ Ёсинобу.
Для военной службы во время войны Госаннэн Минамото-но Ёсимицу был назначен правителем провинции Каи, где он впоследствии и обосновался. Известно, что клан Сатакэ происходит от Сатакэ Масаёси, внука Минамото-но Ёсимицу.
Правнук Ёсимицу, Нобуёси, в конечном итоге взял фамилию «Такэда», и с того момента техники школы Дайто-рю Айки-дзюдзюцу тайно передавались из поколения в поколение среди членов семьи Такэда до конца XIX века, когда Такэда Сокаку впервые открыл древние традиции широкой публике и начал обучать искусству не только членов своего клана.
Одним из старейших символов Японии является храм Унпо-дзи', находящийся в префектуре Яманаси. Согласно легенде, он был вручён Минамото-но Ёсимицу императором Рэйдзэй и рассматривался в качестве семейного сокровища клана Такэда в течение тысячи лет, но историческое подтверждения данного факта не существует.